# Jeux de l'Amitié (1960-1963)
Pour l’article homonyme, voir Jeux de l'Amitié (1984).
Les Jeux de l'Amitié sont une compétition sportive ayant eu lieu en Afrique au début des années 1960. Elle se nomme Jeux de la Communauté ou Jeux sportifs de la Communauté française lors de sa première édition en 1960. 
La première édition a lieu à Tananarive en avril 1960 et la deuxième édition a lieu à Abidjan en décembre 1961. Ces deux éditions étaient réservées aux pays de la Communauté française. La dernière édition des Jeux de l'Amitié, avec une ouverture en dehors des anciens pays de la Communauté française, a lieu à Dakar en avril 1963. Les Jeux cèdent ensuite leur place aux Jeux africains.

## Historique

### Création
En 1923, Pierre de Coubertin a l'idée de créer des Jeux en Afrique ; lors des Jeux de 1924 à Paris, une souscription est ouverte et il est décidé que l'année suivante l'Algérie accueille la première édition. Alors que des préparatifs se font pour mener à bien ce projet, les colonies s'opposent à l'idée que le peuple africain puisse s'unir au nom du sport. 
Un athlète grec, Angelo Bolanaki, donne de l'argent pour permettre la construction d'un stade à Alexandrie, dans le but d'organiser les Jeux en Égypte en 1928 ou 1929. Mais encore une fois les colonies mettent un terme au projet. 
En 1952, certains pays de l'Afrique francophone organisent entre eux des compétitions sportives scolaires. Après la création de la Communauté française, et sous l'impulsion du président de la République française, Charles de Gaulle, et de Maurice Herzog, l'idée de créer des Jeux sportifs en Afrique finit par se concrétiser, à l'image des Jeux du Commonwealth côté britannique.

### Tananarive 1960
Lors de la première édition à Tananarive du 13 au 19 avril 1960, ouverte par président de la République malgache, Philibert Tsiranana, et par le Haut-Commissaire français à la Jeunesse et aux Sports, Maurice Herzog, l'évènement s'appelle Jeux de la Communauté. 
Les Jeux se déroulent dans un contexte particulier : alors que cette compétition est censée promouvoir la Communauté française, le 12 avril 1960, veille de l'ouverture des Jeux, le parlement malgache annonce la prochaine accession à l'indépendance, qui sera ratifiée en juin 1960. De plus, la Communauté française est en pleine déliquescence avec la vague indépendantiste traversant le continent. 
800 athlètes provenant de 19 pays (12 pays de la Communauté : France, Fédération du Mali, Madagascar, Mauritanie, Gabon, Congo, République centrafricaine (Oubangui-Chari), Tchad, Niger, Côte-d'Ivoire, Dahomey et Haute-Volta), deux territoires d'outre-mer : Côte française des Somalis et Nouvelle-Calédonie, quatre départements d'outre-mer : Réunion, Guyane, Martinique et Guadeloupe et le Cameroun, invité) sont présents dans cette compétition. Le Stade municipal de Mahamasina accueille les Jeux.
Huit sports (athlétisme, boxe, cyclisme, haltérophilie, football, basket-ball, handball et volley-ball) sont au programme de ces Jeux se déroulant du 13 au 19 avril 1960.
Sur le 100 mètres, Abdoulaye Seye (sous les couleurs de la Fédération du Mali) remporte la médaille d'or devant Claude Piquemal, deuxième et Paul Genevay, troisième. Le Tchadien Mahamat Idriss s'impose sur le saut en hauteur devant le Français Michel Herrmann ; Bernard Dibonda est également médaillé d'or en sprint. Les relayeurs français remportent l'or sur 4 × 100 mètres. Le Sénégalais Pierre William est médaillé d'or du triple saut et le Tchadien Ahmed Issa est troisième du 800 mètres ; l'Algérien Hamoud Ameur est médaillé d'or sur 3 000 mètres steeple.
En haltérophilie, le Malgache Émile Randrianarisoa remporte la médaille d'or en catégorie poids coqs devant le Français Maurice Henry et le Malgache Henri Fontaine. En poids légers, le podium est constitué dans l'ordre du Français Robert Delebarre et des Malgaches Justin Rajaonarivony et Henry Randrianasolo. En poids mi-lourds, ce sont le Congolais Renard et les Camerounais Joseph Pouth-Pouth et Simo qui prennent les trois premières places. Le podium des poids plumes comprend dans l'ordre le Réunionnais Alexandre Pally, le Malgache René Fontaine et le Français Pierre Fulla, le podium des poids moyens comprend le Français Lambert, le Réunionnais Turloy et le Malgache Rakotoson tandis que la catégorie des poids lourds-légers est remportée par le Français Vincent François. Le boxeur ivoirien Edmond Brito remporte une médaille d'or.
La France remporte les finales de tous les tournois collectifs ; elle bat le Cameroun en football sur le score de 3-1, elle bat la Côte d'Ivoire en basket-ball 106 à 33, elle gagne contre Madagascar en volley-ball 15-3, 15-3, 15-10 et en handball sur le score de 45-14. La domination française avec 22 médailles contre 8 pour les athlètes africains, attise encore plus les idées indépendantistes, avec  quelques manifestations anti-françaises.
Le classement des médailles dominé par la France voit figurer dans l'ordre Madagascar, le Sénégal, le Cameroun, la Côte d'Ivoire et le Dahomey.

### Abidjan 1961
Les Jeux de la Communauté deviennent les Jeux de l'Amitié, la Communauté française n'existant plus. 1 070 athlètes provenant de 20 pays, dont des pays de l'ex-Communauté, le Cameroun ainsi que deux pays anglophones (Libéria et Nigeria), participent à la compétition qui se déroule du 24 au 31 décembre 1961. Le programme des Jeux s'étoffe avec l'apparition du cyclisme, du judo et de la natation et la boxe couvre cette fois-ci toutes les catégories de poids contrairement aux Jeux de 1960 ; en tout, neuf sports sont au programme de ces Jeux, les quatre sports suscités ainsi que l'athlétisme, le basket-ball, le football, le handball et le volley-ball.
En athlétisme, les hurdleurs africains obtiennent deux médailles de bronze. Les relayeurs sénégalais remportent la médaille d'or sur 4 × 100 mètres devant la Centrafrique et le Dahomey. Le relais 4 × 400 mètres composé de Bernard Dibonda, Sada, Sylla et Amadou Gakou remporte l'or devant le relais français. Le lancer du javelot voit les Tchadiens occuper les deux premières places du podium avec Elye Yaniambal et Maurice Beau et le Français Jacques Pellizza terminant troisième. Le Sénégalais Amadou Gakou remporte la finale du 400 mètres devant le Congolais Pascal Mouassiposso, le Congolais Henri Elendé est médaillé d'or du saut en hauteur. Claude Piquemal remporte le 100 mètres et le 200 mètres. Le Sénégalais Bakary Sané est troisième du 200 mètres. Sur le 800 mètres, le Français Jean-Claude Wable remporte l'or, le Sénégalais Papa M'Baye N'Diaye est médaillé d'argent et le Tchadien Ahmed Issa est médaillé de bronze. Le 1 500 mètres et le 5 000 mètres sont remportés par respectivement par les Français André Prévostat et Henri Lucas. L'Ivoirien Simbara Maki est médaillé de bronze du 110 mètres haies et le Malgache Kanebana Irazafindra est médaillé de bronze sur 400 mètres haies. L'Algérien Ali Brakchi remporte la finale du saut en longueur. Le Sénégalais Pierre William est médaillé d'or du triple saut et le Malgache Benoît Adany obtient le bronze au saut à la perche. L'Ivoirien Denis Ségui Kragbé est médaillé de bronze du lancer du poids et l'Algérien Hamoud Ameur est médaillé d'or sur 3 000 mètres steeple et l'Ivoirien Jean Toffey est médaillé de bronze sur cette même discipline.
C'est en boxe où les pays africains se montrèrent les plus ambitieux, remportant sept titres sur les dix catégories. La Côte-d’Ivoire, où la boxe est un sport national, a enlevé cinq médailles d'or dont celles remportées par Edmond Brito et le moyen Firmin N'Guia (en), ancien champion de France. Le Dahoméen Sossouvi Sinikan a quant à lui battu en finale le Nigérien Issaka Daboré. Chez les Français, qui ne présentaient que quatre hommes, Jacques Cotot (en) et Joseph Gonzales triomphèrent tous deux avant la limite, Cantalas remportant aux points après un combat fertile en renversements de situation. Quant à Cosentino, il avait été éliminé dès le premier tour. En judo, la France précède la Côte-d'Ivoire, le Sénégal et Madagascar. 
Le coureur cycliste français Daniel Salmon remporte l'épreuve de poursuite sur le kilomètre devant le Néo-Calédonien Narcisse Bernanos. 
Concernant les sports collectifs, la France remporte tous les titres. En football, l'équipe de France amateur bat la Côte d'Ivoire sur le score de 3 buts à 2, le Dahomey bat le Sénégal 4-3 dans le match pour la troisième place. Dans le tournoi de basket-ball, ces mêmes quatre pays brillèrent, la France battant en finale le Sénégal sur le score de 104 à 39. Au volley-ball, la France a battu Madagascar (15-3, 13-15, 15-5, 15-7), le Congo et le Sénégal ayant également été performants. En handball, le Sénégal, la Côte-d’Ivoire et le Cameroun participèrent à la phase
finale. 
Au classement des médailles, la France enleva quarante-sept médailles (27 médailles d'or, 14 d'argent et six de bronze), devant les dix-neuf de la Côte-d'Ivoire (5 médailles d'or, 3 d'argent et 11 de bronze). Le Sénégal totalise vingt-deux médailles mais seulement 4 d'or en plus des 10 d'argent et 8 de bronze et le Dahomey huit (2 or, zéro argent et 6 bronze). Suivie ensuite, dans l'ordre du total des médailles, le Tchad, Madagascar, la République du Congo, le Cameroun, la Haute-Volta et la République centrafricaine.

### Dakar 1963
Les Jeux de l'Amitié de Dakar se déroulent du 11 au 21 avril 1963 et réunissent 2 500 sportifs de 25 nations. Le Ghana, le Mali, la Guinée, le Sierra Leone ou encore des pays arabes comme la Tunisie, l'Algérie et la République arabe unie participent à ces Jeux. L'Afrique du Sud n'est pas invitée à ces Jeux, en raison de sa politique d'apartheid. Malgré l'opinion de la presse africaine voulant l'abstention de la France, une délégation française est présente lors de ces Jeux ; par contre, les territoires et départements d'outre-mer, hors Nouvelle-Calédonie, ne sont plus représentés sous une délégation propre; les sportifs issus de Guyane française, des Antilles françaises, de la Somalie française, des Comores et de la Polynésie française concourent avec les Français.
Neuf sports sont au programme de ces Jeux (basket-ball, football, hand-ball et volley-ball pour les sports collectifs et athlétisme, natation, boxe, cyclisme et judo pour les sports individuels). Les femmes font leur entrée dans deux sports, l'athlétisme et le basket-ball. 
La championne olympique américaine Wilma Rudolph est l'invitée d'honneur de ces Jeux.
En athlétisme, Henri Elendé est médaillé d'or au saut en hauteur devant le Tchadien Mahamat Idriss. Ali Brakchi est médaillé d'or en saut en longueur devant le Français Jean-Claude Delaune et le Centrafricain Jean-Baptiste Bangahingui. L'Ivoirien Denis Ségui Kragbé est médaillé de bronze du lancer du disque et le Nigérian Louis Ogbogu est médaillé de bronze du lancer du poids. Le Tchadien Elye Yaniambal est deuxième du concours de lancer du javelot. Sur l'épreuve du 100 mètres, l'Ivoirien Gaoussou Koné obtient la médaille d'or, le Nigérian David Ejoke est médaillé d'argent tandis que le Ghanéen Bonner Mends remporte le bronze. David Ejoke est médaillé d'or et le Sénégalais Bakary Sané est médaillé d'argent sur 200 mètres. Amadou Gakou remporte la finale du 400 mètres et du 400 mètres haies tandis qu'Ahmed Issa remporte celle du 800 mètres. Le podium du 5 000 mètres est occupé dans l'ordre par le Tunisien Mohammed Gammoudi, l'Algérien Hamida Addèche et le Tunisien Ali Khamassi. Sur 3 000 mètres steeple, le Français Guy Texereau est médaillé d'or et l'Algérien Hamoud Ameur est médaillé d'argent. Le Nigérian Folu Erinle est médaillé d'argent du 110 mètres haies devant l'Ivoirien Simbara Maki. Le relais 4 × 400 mètres est remporté par le Sénégal. Le Français Éric Battista s'impose en triple saut  devant le Nigérian Edward Jeyifou. Le Malgache Benoît Adany est médaillé de bronze au saut à la perche.
Les épreuves féminines d'athlétisme sont au nombre de trois. La Ghanéenne Rose Hart remporte la finale du 100 mètres devant la Française Claudette Actis et la Nigériane Irene Emodi. Le relais 4 × 100 mètres est remporté par la France, devant le Nigeria et le Ghana. Au saut en hauteur, le Nigeria prend les deux premières places avec Amelia Okoli et Angelina Osuagwu, la Française Geneviève Laureau terminant troisième.
Le tournoi de basket-ball masculin est remporté par la France, suivi par l'Égypte et le Sénégal. Dans le tournoi féminin, la France remporte l'or, le Sénégal l'argent et la Côte d'Ivoire le bronze.
Le tournoi de boxe a failli être sérieusement compromis ; en effet sur les 15 pays participants, 7 ne sont pas encore membres de l'Association internationale de boxe amateur et 3 autres oublient d'apporter leur licence. Le représentant tunisien de l'AIBA lors de ces Jeux, Taïeb Ouichi, reconnaît alors au nom de l'AIBA le statut de membre provisoire des 7 nations non membres et admet les 3 nations ayant oublié leur licence avec une attestation par l'honneur de les présenter à l'AIBA par la suite. Les Nigérians Columbia Durango et Karimu Young l'emportent respectivement dans la catégorie des poids mouches et des poids coqs, le Dahoméen Jules Teko remporte la catégorie des poids plumes, les Tunisiens Lakhdar Ben Ahmed Lamine et Habib Gallia s'imposent respectivement en poids légers et en poids super-légers tandis que le Nigérien Issaka Daboré remporte une médaille d'or. Le Ghanéen Joe Darkley est médaillé d'or des poids super-welters, les Égyptiens Ahmed Maher et Salim Kilany (poids lourds) sont aussi sacrés ainsi que l'Ivoirien Firmin N'Guia en poids mi-lourds.
Les épreuves de cyclisme sont dominées par la France. Parmi ces épreuves, la France s'impose en contre-la-montre par équipes devant la Nouvelle-Calédonie et Madagascar et le Sénégalais Woguelweld est médaillé de bronze en poursuite individuelle sur piste.
Au football, l'équipe du Sénégal, menée par Raoul Diagne, bat la France (qui terminera troisième) 2-0 en demi-finale avant de s'imposer face à la Tunisie en finale. 
En handball masculin, la République arabe unie bat la France en finale, le Sénégal se contente de la médaille de bronze.
En judo, il n'existe qu'une compétition par équipes, remportée par la France, suivie du Sénégal, de la Tunisie et du Cameroun.
En natation, l'Égyptien Wasie Ghali remporte le 400 mètres nage libre. Sur 200 mètres nage libre, le Français Gérard Gropaiz s'impose devant Wasie Ghali et le Français Alain Gottvallès. Les Égyptiens remportent une autre médaille d'argent sur 200 mètres brasse par Fathi El-Guindi et trois médailles de bronze (par Ahmed Zein sur 100 mètres nage libre, Ibrahim El Mealem sur 100 mètres papillon et Ahmed Abdelbasset sur 100 mètres dos).
En volley-ball masculin, la France s'impose devant Madagascar et l'Algérie.
Au classement des médailles, la France est première, suivie du Sénégal, puis du Nigeria et de la République arabe unie ex aequo, et du Ghana.

### Des Jeux de l'Amitié aux Jeux africains
Lors des Jeux de l'Amitié de 1963 à Dakar, la délégation congolaise propage l'idée de Jeux africains, réunissant pays anglophones, arabophones et francophones. Maurice Herzog, menant la délégation française déclarera : « Le Congo a raison. Le temps est venu pour les pays africains d’organiser leurs propres Jeux. ». Cette idée devient réalité avec les Jeux africains de 1965.

## Philatélie
À partir du 21 juillet 1962, une série de timbres furent émis par plusieurs pays ou territoires annexés. Les trois timbres de 20, 50 et 100 francs pour la poste aérienne sont gravés par Ringard d'après des illustrations de René Delrieu sur le thème des Jeux d'Abidjan ; les timbres portent la mention « Jeux Sportifs ».